# Platysalpingus longirostris
Platysalpingus longirostris es una especie de coleóptero de la familia Salpingidae.

## Distribución geográfica
Habita en Nueva Guinea.